# Roman Weidenfeller
Roman Weidenfeller (Diez, 6 augustus 1980) is een Duits voormalig voetballer. Hij verruilde in 2002 1. FC Kaiserslautern voor Borussia Dortmund, waar hij uitgroeide tot eerste doelman en in 2018 zijn profcarrière afsloot. In 2013 debuteerde hij in het Duits voetbalelftal, waarvoor de keeper in totaal 5 maal uitkwam.

## Carrière
Weidenfeller debuteerde in het profvoetbal in 2000 bij 1. FC Kaiserslautern. Daarvoor speelde hij zes wedstrijden. In 2002 verkaste hij transfervrij naar Borussia Dortmund. Weidenfeller was daar in eerste instantie tweede keeper achter Jens Lehmann. Toen die in 2003 vertrok naar Arsenal FC werd hij eerste keus. In de tweede helft van het seizoen 2007/08 miste Weidenfeller een deel van de competitie door een operatie aan zijn schouder. Nadat hij daarvan herstelde, liep hij tijdens een training een scheurtje op in de binnenband van zijn linkerknie. In 2008 hield Weidenfeller zijn doel 498 minuten achter elkaar schoon. Johan van den Bergh beëindigde zijn reeks op vrijdag 12 december 2008 in de thuiswedstrijd tegen Borussia Mönchengladbach. Hij kwam uiteindelijk tot 349 competitiewedstrijden, 29 bekerwedstrijden en 69 Europese wedstrijden voor Borussia Dortmund in 16 seizoenen bij de club.

## Clubstatistieken

### Junioren
| Seizoen         | Club                    | Competitie                | Competitie | Competitie |
| Seizoen         | Club                    | Competitie                | Wed.       | Dlp.       |
| --------------- | ----------------------- | ------------------------- | ---------- | ---------- |
| 1998/99         | 1. FC Kaiserslautern II | Regionalliga Südwest      | 4          | 0          |
| 1999/00         | 1. FC Kaiserslautern II | Regionalliga West-Südwest | 36         | 0          |
| 2000/01         | 1. FC Kaiserslautern II | Oberliga Südwest          | 25         | 0          |
| 2001/02         | 1. FC Kaiserslautern II | Regionalliga Süd          | 12         | 0          |
| Club totaal     | Club totaal             | Club totaal               | 77         | 0          |
| 2002/03         | Borussia Dortmund II    | Regionalliga Nord         | 7          | 0          |
| 2003/04         | Borussia Dortmund II    | Regionalliga Nord         | 4          | 0          |
| 2004/05         | Borussia Dortmund II    | Regionalliga Nord         | 2          | 0          |
| Club totaal     | Club totaal             | Club totaal               | 13         | 0          |
| Carrière totaal | Carrière totaal         | Carrière totaal           | 90         | 0          |

### Senioren
| Seizoen         | Club                 | Competitie      | Competitie | Competitie | Beker | Beker | Internationaal | Internationaal | Overig | Overig | Totaal | Totaal |
| Seizoen         | Club                 | Competitie      | Wed.       | Dlp.       | Wed.  | Dlp.  | Wed.           | Dlp.           | Wed.   | Dlp.   | Wed.   | Dlp.   |
| --------------- | -------------------- | --------------- | ---------- | ---------- | ----- | ----- | -------------- | -------------- | ------ | ------ | ------ | ------ |
| 2000/01         | 1. FC Kaiserslautern | Bundesliga      | 3          | 0          | 0     | 0     | 1              | 0              | 0      | 0      | 4      | 0      |
| 2001/02         | 1. FC Kaiserslautern | Bundesliga      | 3          | 0          | 1     | 0     | 0              | 0              | 0      | 0      | 4      | 0      |
| Club totaal     | Club totaal          | Club totaal     | 6          | 0          | 1     | 0     | 1              | 0              | 0      | 0      | 8      | 0      |
| 2002/03         | Borussia Dortmund    | Bundesliga      | 11         | 0          | 2     | 0     | 1              | 0              | 0      | 0      | 14     | 0      |
| 2003/04         | Borussia Dortmund    | Bundesliga      | 17         | 0          | 2     | 0     | 6              | 0              | 2      | 0      | 27     | 0      |
| 2004/05         | Borussia Dortmund    | Bundesliga      | 26         | 0          | 1     | 0     | 0              | 0              | 0      | 0      | 27     | 0      |
| 2005/06         | Borussia Dortmund    | Bundesliga      | 24         | 0          | 1     | 0     | 2              | 0              | 0      | 0      | 27     | 0      |
| 2006/07         | Borussia Dortmund    | Bundesliga      | 34         | 0          | 2     | 0     | 0              | 0              | 0      | 0      | 36     | 0      |
| 2007/08         | Borussia Dortmund    | Bundesliga      | 14         | 0          | 0     | 0     | 0              | 0              | 0      | 0      | 14     | 0      |
| 2008/09         | Borussia Dortmund    | Bundesliga      | 32         | 0          | 3     | 0     | 2              | 0              | 0      | 0      | 37     | 0      |
| 2009/10         | Borussia Dortmund    | Bundesliga      | 30         | 0          | 3     | 0     | 0              | 0              | 0      | 0      | 33     | 0      |
| 2010/11         | Borussia Dortmund    | Bundesliga      | 33         | 0          | 2     | 0     | 8              | 0              | 0      | 0      | 43     | 0      |
| 2011/12         | Borussia Dortmund    | Bundesliga      | 32         | 0          | 4     | 0     | 6              | 0              | 1      | 0      | 43     | 0      |
| 2012/13         | Borussia Dortmund    | Bundesliga      | 31         | 0          | 4     | 0     | 13             | 0              | 1      | 0      | 49     | 0      |
| 2013/14         | Borussia Dortmund    | Bundesliga      | 30         | 0          | 3     | 0     | 9              | 0              | 1      | 0      | 43     | 0      |
| 2014/15         | Borussia Dortmund    | Bundesliga      | 25         | 0          | 0     | 0     | 7              | 0              | 0      | 0      | 32     | 0      |
| 2015/16         | Borussia Dortmund    | Bundesliga      | 1          | 0          | 0     | 0     | 13             | 0              | 0      | 0      | 14     | 0      |
| 2016/17         | Borussia Dortmund    | Bundesliga      | 7          | 0          | 2     | 0     | 2              | 0              | 0      | 0      | 11     | 0      |
| 2017/18         | Borussia Dortmund    | Bundesliga      | 2          | 0          | 0     | 0     | 1              | 0              | 0      | 0      | 3      | 0      |
| Club totaal     | Club totaal          | Club totaal     | 349        | 0          | 29    | 0     | 69             | 0              | 6      | 0      | 453    | 0      |
| Carrière totaal | Carrière totaal      | Carrière totaal | 355        | 0          | 30    | 0     | 70             | 0              | 6      | 0      | 461    | 0      |

## Interlandcarrière
Weidenfeller maakte op 19 november 2013 zijn debuut in het Duits voetbalelftal in een vriendschappelijke wedstrijd tegen Engeland (1–0). Hij speelde de volledige wedstrijd. Hiermee werd hij de oudste debutant ooit voor de Mannschaft en verbrak daarmee het 63 jaar oude record van Toni Turek die op zijn 31ste zijn eerste cap had. Op 2 juni werd hij door bondscoach Joachim Löw opgenomen in de selectie voor het wereldkampioenschap voetbal 2014 in Brazilië. Clubgenoten Mitchell Langerak (Australië), Sokratis Papastathopoulos (Griekenland), Kevin Großkreutz, Mats Hummels, Erik Durm en Marco Reus (Duitsland) waren ook geselecteerd voor het toernooi.
| Interlands van Roman Weidenfeller voor Duitsland | Interlands van Roman Weidenfeller voor Duitsland | Interlands van Roman Weidenfeller voor Duitsland | Interlands van Roman Weidenfeller voor Duitsland | Interlands van Roman Weidenfeller voor Duitsland | Interlands van Roman Weidenfeller voor Duitsland |
| №                                                | Datum                                            | Wedstrijd                                        | Uitslag                                          | Soort Wedstrijd                                  | Doelpunten                                       |
| Als speler bij Borussia Dortmund                 | Als speler bij Borussia Dortmund                 | Als speler bij Borussia Dortmund                 | Als speler bij Borussia Dortmund                 | Als speler bij Borussia Dortmund                 | Als speler bij Borussia Dortmund                 |
| ------------------------------------------------ | ------------------------------------------------ | ------------------------------------------------ | ------------------------------------------------ | ------------------------------------------------ | ------------------------------------------------ |
| 1.                                               | 19 november 2013                                 | Engeland – Duitsland                             | 0 – 1                                            | Vriendschappelijk                                | 0                                                |
| 2.                                               | 1 juni 2014                                      | Duitsland – Kameroen                             | 2 – 2                                            | Vriendschappelijk                                | 0                                                |
| 3.                                               | 6 juni 2014                                      | Duitsland – Armenië                              | 6 – 1                                            | Vriendschappelijk                                | 0                                                |
| 4.                                               | 3 september 2014                                 | Duitsland – Argentinië                           | 2 – 4                                            | Vriendschappelijk                                | 0                                                |
| 5.                                               | 13 juni 2015                                     | Gibraltar – Duitsland                            | 0 – 7                                            | Kwalificatie EK 2016                             | 0                                                |

## Erelijst
| Competitie             |                   |                   |                   |                   |
| Competitie             | Aantal            | Jaren             |                   |                   |
| Borussia Dortmund      | Borussia Dortmund | Borussia Dortmund | Borussia Dortmund | Borussia Dortmund |
| ---------------------- | ----------------- | ----------------- | ----------------- | ----------------- |
| Kampioen Bundesliga    | 2x                | 2010/11, 2011/12  |                   |                   |
| DFB-Pokal              | 2x                | 2011/12 2016/17   |                   |                   |
| Duitse supercup        | 2x                | 2013, 2014        |                   |                   |
| Duitsland              |                   |                   |                   |                   |
| Wereldkampioen voetbal | 1x                | 2014              |                   |                   |